# Štefan Luby
Štefan Luby (ur. 6 maja 1941 w Bratysławie) – słowacki fizyk i elektrotechnik.

## Życiorys
W latach 1958–1963 kształcił się w Słowackiej Wyższej Szkole Techniki w Bratysławie. W 1969 roku uzyskał stopień kandydata nauk, a w 1982 roku otrzymał stopień doktora nauk (Słowacka Akademia Nauk). W 1992 roku objął docenturę na Wydziale Matematyki i Fizyki Uniwersytetu Komeńskiego. W 1996 roku otrzymał profesurę na Słowackim Uniwersytecie Technicznym.
W 1988 roku został zatrudniony w Słowackiej Akademii Nauk. Od 1995 roku był przewodniczącym Akademii. Funkcję tę pełnił do 2009 r.
Jego córkami są ekonomistka Martina Lubyová oraz naukowczyni Barbora Lubyová.

## Nagrody
- W 2000 roku otrzymał Krištáľové krídlo[5].

## Wybrana twórczość

### Publikacje naukowe
- Electron paramagnetic resonance and the ageing process in amorphous Ge, Thin Solid Films 8, 1971, 333–344.
- Frequency dependence of the conductivity of amorphous Ge films between 20 Hz and 26 GHz, Thin Solid Films 17, 1973, 43–47.
- Dielectric properties of the Me-CdTe-Me thin film structures, Thin Solid Films 36, 1976, 103–106.
- Some nonequilibrium phenomena in sputtered CdTe thin films, Phys. Stat. Sol. a 56, 1979, 341–347.
- Electromigration behaviour and the lifetime of aluminium thin film conductors under superimposed d.c. and noise powering, Phys. Stat. Sol. a 60, 1980, 539–548.
- Distribution of copper and silicon in Al Cu Si magnetron sputtered deposits. [w:] Proc. 6th Internat. Symp. High Purity Materials in Science and Technology, Dresden, l985, C l9, 205–206.
- Pulsed laser synthesis of titanium silicides using a Q-switched Nd-glass laser, Appl. Phys. A- Mater. Sci. Processing 48,1989, 503–507.
- Superconductivity in W/Si multilayers, Physica C 197, 1992, 35–41.
- On optical band gap of semiconducting iron disilicide thin films, Thin Solid Films 263, 1995, 92–98.
- Thermally activated interface shift in the tungsten/silicon multilayers, Appl. Phys. Lett. 69, 1996, 919.
- Thernal stability of W1-xSix/Si multilayers under rapid thermal annealing, J. Appl. Phys. 81, 1997, 2229.
- Effect of substrate heating and ion beam polishing on the interface quality in Mo/Si multilayers – X-ray comparative study, Physica B 305 (1), 2001, 14–20.
- Structural study of self-assembled Co nanoparticles, J. Appl. Phys, 94, 2003, 7743–7748.
- Pulsed excimer laser deposition of magnetic films by ablation of Co and Fe – based magnetic films for fast magnetic sensors, J. Magn. Magn. Mater. 272-276, 2004, 1408–1409.
- Self-assembly of iron oxide nanoparticles as observed by time-resolved grazing incidence small angle X-ray scattering, Phys. Rev. B. 76, 2007, 195432-1-8.
- Real-Time Tracking of Superparamagnetic Nanoparticle Self-Assembling, Small 4, 2008, 2222–2228.
- Kinetics od nanoparticle reassembly mediated by UV-photolysis of surfactant, Langmuir, 26, 2010, 5451–5455.
- Nonequilibrium phases of nanoparticle Langmuir films, Langmuir, 28, 2012, 10409–10414.
- Fe3O4/g-Fe2O3 nanoparticles multilayers deposited by Langmuir Blodgett techniqie for gas sensing, Langmuir, 30, 2014, 1190–1197.

### Książki literatury faktu
- Moji intelektuáli, VEDA, vyd. SAV, Bratysława 2003, 143 s.
- Moji intelektuáli II, VEDA, vyd. SAV, Bratysława 2004, 168 s.
- Cestovná správa z kongresu o ničom, VEDA, vyd. SAV, Bratysława 2005, 157 s.
- Moji intelektuáli III, VEDA, vyd. SAV, Bratysława 2006, 163 s.
- Poriadok versus chaos, VEDA, vyd. SAV, Bratysława 2008, 166 s.
- Fascinácia Nobelom, VEDA, vyd. SAV, Bratysława 2009, 166 s.
- Aforizmy, bonmoty, maximy, ilustr. L. Hološka, VEDA, vyd. SAV, Bratysława 2011, 110 s.
- Legendy a inšpirácie, VEDA, vyd. SAV, Bratysława 2011, 151 s.
- Invektívy a inzultácie, ilustr. L. Hološka, VEDA, vyd. SAV, Bratysława 2013, 128 s.
- Posedenie pod tisícročným ružovým krom, wraz z M. Lubyovą, VEDA, vyd. SAV, Bratysława 2014, 175 s.